# Palazzo Regale
Palazzo Regale ist eine Installation des deutschen Künstlers Joseph Beuys (1921–1986), die er im Dezember 1985 für eine temporäre Ausstellung im Museo di Capodimonte in Neapel einrichtete. Die Ausstellungseröffnung fand einen Monat vor seinem Tod am 23. Dezember 1985 statt. Die Installation wurde 1991 von der Kunstsammlung Nordrhein-Westfalen in Düsseldorf angekauft.

## Das Werk
Beuys arrangierte in einem großen Marmorsaal des Palastes zwei Vitrinen aus Messing, die er gezielt aufeinander ausrichtete. Überdies versah er den Raum mit sieben rechteckigen Messingtafeln, schimmernd mit Fingerspuren, die er asymmetrisch an den Wänden verteilte. Die Vitrinen und Messingtafeln wurden von Wenzel Beuys mit Dammarfirnis und darin aufgelöstem Goldstaub bestrichen, so dass sie wie blinde Spiegel wirkten.
In der vorderen Vitrine ist ein Eisenguss des Kopfes aus der Arbeit Straßenbahnhaltestelle in Venedig aus dem Jahr 1976 zu finden, sowie ein Luchsmantel, gefüttert mit blauer Seide, den Beuys bei seiner Performance Titus Andronicus / Iphigenie (1969) im Rahmen der „experimenta 3“ in Frankfurt am Main trug; des Weiteren finden sich in dieser Vitrine zwei Konzertbecken sowie das Gehäuse eines Tritonshorns (s. a. Triton), das auch als Blasinstrument verwendet werden kann. Beuys benutzte die Schnecke als Signalhorn im Oktober 1971, um, nach einer Besetzung des Sekretariats der Düsseldorfer Kunstakademie, den Erfolg seines Kampfes gegen den Numerus clausus zu feiern. Der Kopf geht wohl ursprünglich auf eine Arbeit zurück, die seine Schülerin Beatrix Sassen 1963 gefertigt hatte. Die zweite Vitrine, die in die Nähe der Wand des Raumes platziert war, beinhaltet einen graugrünen Rucksack mit einem Filzkeil in der Seitentasche, drei elektrische Klammern mit Kupferdrähten, zwei große Nadeln, sowie zwei Spazierstöcke aus Kupfer, drei vertrocknete Scheiben Schinken und ein großes Stück Speck.
Die in den Assemblagen versammelten Objekte verweisen auf sein Gesamtwerk und können, über ihre Thematik hinaus, als rückblickende Inszenierung der eigenen Ideen und der ästhetischen Tätigkeit des Künstlers gelesen werden.

## Rezeption
„Palazzo Regale“ ist die letzte große Arbeit von Joseph Beuys. Regale bedeutet „dem König gebührend“. „Regalien“ ist die Bezeichnung für die königlichen Hoheitsrechte seit dem 11. Jahrhundert. Viele Betrachter begriffen das Werk als ein Resümee oder Testament des Künstlers.
Beuys äußerte sich in seinem letzten Interview mit dem Journalisten Michele Bonuomo im Dezember 1985 dazu: „Mir geht es nicht um die Macht im institutionellen Sinne oder, noch schlimmer, um ein monarchisches Konzept, das heißt eine Sache, die mit dem ‚Palazzo Regale’, mit der Idee der staatlichen Herrschaft, zu tun hat. Den Palast, den wir zuerst erobern und dann würdig zu bewohnen haben, ist der Kopf des Menschen, unser Kopf. Die Idee des Palazzo Regale war in sehr vielen meiner vorhergehenden Arbeiten enthalten […] in dieser Arbeit ist die symbolische Komponente sehr stark, denn ich wollte zwei in meinem Werk stets gegenwärtige Elemente hervorheben, von denen ich glaube, daß sie in jeder Handlung des Menschen enthalten sein sollten, sowohl das Feierliche der Selbstbestimmung des eigenen Lebens und der eigenen Gesten als auch die Bescheidenheit unserer Handlungen und unserer Arbeit in jedem Augenblick. Das ganze kommt aber ohne großes Aufheben zum Ausdruck, ja auf eine sehr stille Weise.“